# Seraja
Le Seraja est un volcan éteint d'Indonésie situé à l'extrémité orientale de Bali.

## Géographie
Fortement érodé, il culmine à 1 142 mètres d'altitude. Il est entouré au nord par la mer de Bali, à l'est et au sud par le détroit de Lombok et à l'ouest par l'Agung, un volcan actif et point culminant de Bali. De nombreux temples hindous se trouvent sur ses pentes et à son sommet, au milieu des cultures et des habitations.

## Histoire
L'activité volcanique du Seraja est largement méconnue, notamment la date de sa dernière éruption. Les roches volcaniques indiquent qu'il était en activité au Pléistocène.